# Dasybranchus microchaetus
Dasybranchus microchaetus är en ringmaskart som först beskrevs av Schmarda 1861.  Dasybranchus microchaetus ingår i släktet Dasybranchus och familjen Capitellidae. Inga underarter finns listade i Catalogue of Life.